# Humnoke
Humnoke es una ciudad en el condado de Lonoke, Arkansas, Estados Unidos. Para el censo de 2000 la población era de 280 habitantes. Es parte del área metropolitana de Little Rock-North Little Rock-Conway.

## Geografía
Humnoke se localiza a 34°32′32″N 91°45′32″O / 34.54222, -91.75889. De acuerdo a la Oficina del Censo de los Estados Unidos, la ciudad tiene un área total de 0,9 km², de los cuales el 100% es terreno seco.

## Demografía
Según el censo de 2000, había 280 personas, 111 hogares y 77 familias en la ciudad. La densidad de población era 311,1 hab/km². Había 130 viviendas para una densidad promedio de 147,6 por kilómetro cuadrado. De la población el 85,71% eran blancos, el 10,36% afroamericanos, el 0,36% asiáticos, el 1,79% de otras razas y el 1,79% mestizos. El 2,86% de la población eran hispanos o latinos de cualquier raza.
Se contaron 111 hogares, de los cuales el 36,0% tenían niños menores de 18 años, el 54,1% eran parejas casadas viviendo juntos, el 9,9% tenían una mujer como cabeza del hogar sin marido presente y el 30,6% eran hogares no familiares. El 27,0% de los hogares estaban formados por un solo miembro y el 14,4% tenían a un mayor de 65 años viviendo solo. La cantidad de miembros promedio por hogar era de 2,52 y el tamaño promedio de familia era de 3,10 miembros.
En la ciudad la población estaba distribuida en: 28,2% menores de 18 años, 6,1% entre 18 y 24, 32,1% entre 25 y 44, 20,0% entre 45 y 64 y 13,6% tenían 65 o más años. La edad media fue 33 años. Por cada 100 mujeres había 93,1 varones. Por cada 100 mujeres mayores de 18 años había 95,1 varones.
El ingreso medio para un hogar en la ciudad fue de $21.528 y el ingreso medio para una familia $28.125. Los hombres tuvieron un ingreso promedio de $27.500 contra $15.750 de las mujeres. El ingreso per cápita de la ciudad fue de $15.194. Cerca de 15,2% de las familias y 20,3% de la población estaban por debajo de la línea de pobreza, 23,5% de los cuales eran menores de 18 años y 27,8% mayores de 65.